# سند الورفلي
سند الورفلي ولد في (17 فبراير 1992، ليبيا) هو لاعب كرة قدم ليبي يشغل مركز مدافع بنادي الأهلي طرابلس ويرتدي القميص رقم 8

## مسيرة الاحتراف
سجل الورفلي أول أهدافه الدولية في مباراة انتهت بالتعادل مع منتخب المغرب لكرة القدم، وكان المبارة ضمن تصفيات كأس الأمم الأفريقية 2017.

### الأهداف الدولية
حصيلة أهدافه لصالح المنتخب الليبي.
| الرقم | التاريخ                     | مكان اللقاء                        | الخصم            | الأهداف | النتيجة | البطولة                                    |
| ----- | --------------------------- | ---------------------------------- | ---------------- | ------- | ------- | ------------------------------------------ |
| 1.    | 3 حزيران\يونيو 2016         | الملعب الأولمبي برادس، رادس، تونس  | المغرب           | 1–1     | 1–1     | تصفيات كأس الأمم الأفريقية 2017 المجموعة س |
| 2.    | 11 تشرين الأول\أكتوبر 2019  | الملعب الشرفي (وجدة)، وجدة، المغرب | المغرب           | 1–1     | 1–1     | مباراة ودية                                |
| 3.    | 19 تشرين الثاني\نوفمبر 2019 | ملعب مصطفى بن جنات، المنستير، تونس | تنزانيا          | 1–1     | 2–1     | تصفيات كأس الأمم الأفريقية 2021 المجموعة ي |
| 4.    | 11 تشرين الثاني\نوفمبر 2020 | الملعب الأولمبي برادس، رادس، تونس  | غينيا الاستوائية | 1–1     | 2–3     | تصفيات كأس الأمم الأفريقية 2021            |

## وصلات خارجية
- سند الورفلي على موقع إي إس بي إن إف سي (الإنجليزية)
- سند الورفلي على موقع قاعدة بيانات كرة القدم.إي يو (الإنجليزية)
- سند الورفلي على موقع ناشيونال فوتبول تيمز (الإنجليزية)
- سند الورفلي على موقع Soccerway.com (الإنجليزية)
- سند الورفلي على موقع عالم كرة القدم.نت (الإنجليزية)